# Salón de Julio
El Salón de Julio es una exposición y certamen de pintura llevado a cabo de forma anual en la ciudad de Guayaquil, Ecuador. El evento es organizado por la municipalidad de la ciudad y fue instaurado en 1959, bajo la alcaldía de Luis Robles Plaza. Es considerado el certamen artístico más importante de la ciudad.
Cada año, la exposición reúne alrededor de veinte obras que son expuestas durante un mes en el Museo Municipal de Guayaquil, en el marco de las celebraciones por la Fundación de Guayaquil, que se conmemora el 25 de julio. Para el año 2019, el premio para el ganador del certamen ascendía a 10,000 dólares estadounidenses.

## Controversias

### Acusaciones de censura
En 1994, el alcalde de la ciudad, León Febres-Cordero Ribadeneyra, ordenó que se retirara de la exposición la obra La Dolorida de Bucay, de Hernán Zúñiga, por considerarla "blasfema". La misma había ganado una mención de honor en el certamen y mostraba una representación de Nuestra Señora de los Dolores con el rostro de la ecuatoriana Lorena Bobbit. De acuerdo a Zúñiga, Febres-Cordero aseveró que mientras él estuviera vivo la obra no volvería a exponerse en el Museo Municipal. Coincidementemente, la siguiente vez que se presentó en el museo fue días después del fallecimiento de Febres-Cordero, durante una celebración por los cien años de la institución.
La victoria en 2007 de Gabriela Chérrez con la obra Ardo por un semental que me llene toda, generó controversia por el contenido sexual de la pieza, que contenía azulejos con escenas de carácter sexual explícito en estilo de historieta. En años posteriores la cantidad de obras participantes con contenido sexual aumentó, lo que provocó críticas del entonces director de cultura y promoción cívica de la municipalidad de Guayaquil, Melvin Hoyos. En 2011, Hoyos anunció una nueva cláusula del certamen en la que se prohibía la participación de obras con escenas de contenido sexual explícito, hecho que fue criticado por curadores de arte, antiguos miembros del jurado y ganadores de ediciones pasadas, quienes acusaron a Hoyos de censura.
Un grupo de artistas, entre ellos Andrés Crespo, Xavier Flores, Jorge Baquerizo, Rafael Balda y Ernesto Yturralde, presentaron en julio de 2011 una acción de protección contra la municipalidad por esta nueva cláusula, que aseveraron constituía una violación a la libertad de expresión, pero el juez que llevaba la causa se declaró incompetente para tratarla y no dio paso a la misma. La audiencia estuvo plagada de incidentes entre los asistentes. Melvin Hoyos calificó a los demandantes como "tracalada de mamarrachos", mientras que Crespo lo llamó "curuchupa" y lo mandó "a rezar". El alcalde de Guayaquil, Jaime Nebot, dio su apoyo a Hoyos y aseveró que el Salón de Julio "no puede exhibir, promover o auspiciar pornografía", declaraciones que también fueron criticadas.
La controversia tuvo su siguiente episodio el 22 de julio de 2011, durante la ceremonia de premiación de los ganadores del Salón de Julio de ese año, cuando el entonces subsecretario nacional de Agricultura, Rafael Guerrero Burgos, irrumpió en el auditorio en el que se celebraba el evento mientras gritaba: "Abajo la represión, abajo Melvin Hoyos. Viva la libertad de expresión, arriba los artistas que no fueron tomados en cuenta para el salón". Los guardias del lugar rápidamente lo inmovilizaron y lo retiraron del auditorio.
La prohibición de obras con contenido sexual se ha mantenido hasta la actualidad.

## Lista de ganadores

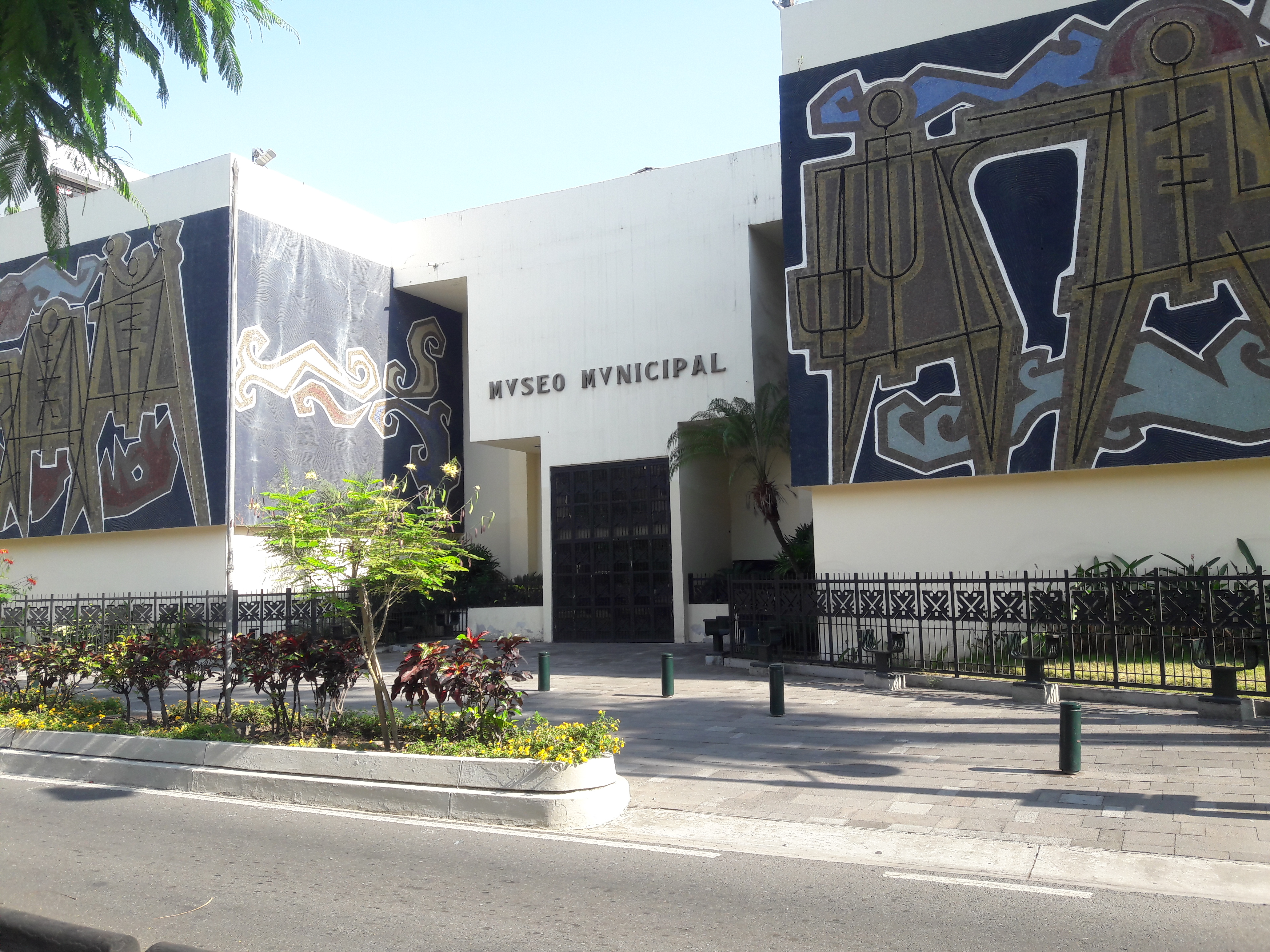
La exposición tiene lugar en el Museo Municipal de Guayaquil

| Año  | Autor                                                                         | Obra                                                                          | Ref.          |
| ---- | ----------------------------------------------------------------------------- | ----------------------------------------------------------------------------- | ------------- |
| 1959 | Lloyd Wulf                                                                    | Danzantes                                                                     | [ 1 ]         |
| 1961 | Segundo Espinel                                                               |                                                                               | [ 12 ]        |
| 1962 | Humberto Moré                                                                 | Trilogía de la evolución de la humanidad                                      | [ 13 ]        |
| 1963 | No se convocó el certamen debido al golpe de Estado de la Junta Militar.      | No se convocó el certamen debido al golpe de Estado de la Junta Militar.      | [ 14 ]        |
| 1964 | Theo Constante                                                                |                                                                               | [ 15 ]        |
| 1965 | Segundo Espinel                                                               |                                                                               | [ 12 ]        |
| 1967 | Enrique Tábara                                                                | Gris Precolombino                                                             | [ 16 ]        |
| 1970 | No se convocó el certamen debido a la dictadura de José María Velasco Ibarra. | No se convocó el certamen debido a la dictadura de José María Velasco Ibarra. | [ 14 ]        |
| 1971 | José Carreño                                                                  |                                                                               | [ 14 ]        |
| 1973 | José Carreño                                                                  |                                                                               | [ 14 ]        |
| 1975 | José Carreño                                                                  |                                                                               | [ 14 ]        |
| 1976 | Luis Miranda Neira                                                            |                                                                               | [ 17 ]        |
| 1978 | Hernán Zúñiga                                                                 |                                                                               | [ 5 ]         |
| 1981 | Mariela García                                                                | Amanecer en los estratos                                                      | [ 1 ]         |
| 1984 | Certamen declarado desierto                                                   | Certamen declarado desierto                                                   | [ 14 ]        |
| 1987 | Hernán Zúñiga                                                                 |                                                                               | [ 14 ]        |
| 1992 | Certamen declarado desierto                                                   | Certamen declarado desierto                                                   | [ 14 ]        |
| 1993 | Jorge Velarde                                                                 |                                                                               | [ 18 ]        |
| 1996 | Jimmy Mendoza                                                                 | Onán                                                                          | [ 19 ]        |
| 1999 | Marco Alvarado                                                                | San Francisco Varas emigrante, San Francisco Varas deportado                  | [ 19 ]        |
| 2000 | Tomás Ochoa                                                                   | Máquinas de guerra                                                            | [ 20 ]        |
| 2001 | Hellen Constante                                                              | Espectro de una realidad                                                      | [ 21 ]        |
| 2002 | Xavier Patiño                                                                 | Muerto en Murcia                                                              | [ 22 ]        |
| 2003 | Saidel Brito                                                                  | Reserva, a Salinas le gusta que el presidente lo visite                       | [ 23 ]        |
| 2004 | Wilson Paccha                                                                 | La rueda de la fortuna                                                        | [ 24 ]        |
| 2005 | Ilich Castillo                                                                | Cómo se encienden los discursos populares, según Homs                         | [ 25 ]        |
| 2006 | Félix Rodríguez Estrella                                                      | Coartadas                                                                     | [ 26 ]        |
| 2007 | Gabriela Chérrez                                                              | Ardo por un semental que me llene toda                                        | [ 7 ]         |
| 2008 | Geovanny Verdezoto                                                            | Los que se fueron                                                             | [ 27 ]        |
| 2009 | Lenín Mera                                                                    | Confort y lujos, viva como un rey                                             | [ 28 ]        |
| 2010 | Mayra Silva                                                                   | Manuelita sin gasofa                                                          | [ 29 ]        |
| 2011 | José Hidalgo                                                                  | Non signal                                                                    | [ 11 ]        |
| 2012 | Jimmy Lara                                                                    | Hypómnema                                                                     | [ 30 ]        |
| 2013 | Wilson Paccha                                                                 | Técnicas de seducción para sacudir a 7'351.624 artistas conceptuales          | [ 31 ]        |
| 2014 | Mónica López Gordillo                                                         | Short-lived fault                                                             | [ 32 ]        |
| 2015 | Jorge Morocho                                                                 | Los dientes de Chet B                                                         | [ 33 ]        |
| 2016 | Jorge Morocho                                                                 | Karla, Otis III y Dexter Redding                                              | [ 33 ]        |
| 2017 | Javier Gavilanes                                                              | Percepciones entrecruzadas                                                    | [ 34 ]        |
| 2018 | José Antonio Pinto                                                            | Teorías                                                                       | [ 35 ]        |
| 2019 | Diana Gardeneira                                                              | Cojuda, acepta mi halago                                                      | [ 3 ]         |
| 2020 | Certamen cancelado debido a la pandemia de COVID-19                           | Certamen cancelado debido a la pandemia de COVID-19                           | [ 36 ]        |
| 2021 | Certamen cancelado debido a la pandemia de COVID-19                           | Certamen cancelado debido a la pandemia de COVID-19                           |               |
| 2022 | Cristhian Godoy                                                               | La paradoja del sueño                                                         | [ 37 ]        |
| 2023 | Angélica Alomoto Cumanicho                                                    | El viaje y los viajeros                                                       | [ 38 ] [ 39 ] |